# Mantello
Mantello (lombardul: Mantel) település Olaszországban, Sondrio megyében. Lakosainak száma 742 fő (2023. január 1.). Mantello Andalo Valtellino, Cino, Cosio Valtellino, Dubino, Rogolo és Cercino községekkel határos.

## Népesség
A település népességének változása:
| Lakosok száma | 765  | 765  | 742  |
|               | 2017 | 2018 | 2023 |